# 알시나트 알카흐라바이야 SC
알시낫 알카흐라바이야(아랍어: نادي الصناعات الكهربائية الرياضي는 바그다드를 연고로 하는 이라크의 축구단이다. 현재 이라크 프리미어리그에 참가하고 있다.